# Aulus Didi Gal
Aulus Didi Gal (en llatí: Aulus Didius Gallus) va ser un magistrat romà. Era governador de la província de Britànnia entre els anys 52 - 57. Es diu que de jove havia estat un orador notable. Probablement formava part de la gens Dídia, d'origen plebeu.

## Carrera política
L'any 19, sota Tiberi, era qüestor. Va arribar a cònsol l'any 39 sota Calígula, juntament amb Domici Afer. L'any 40 era curator aquarum, durant el regnat de Calígula i sembla que ho va ser uns deu anys. En aquests anys va ser llegat del procònsol d'Àsia, prefecte de cavalleria i procònsol de Sicília, però en dates desconegudes.
L'any 50 va tenir el comandament d'un exèrcit romà a la zona dels Bòsfor i tot seguit Claudi el va nomenar procònsol potser a Àsia o Àfrica.

### Governador de Britànnia
El 52 va ser nomenat governador de Britànnia en el lloc d'Ostori Escàpula que havia mort inesperadament.
A Britànnia, on va arribar ja gran, es va limitar a consolidar posicions i va governar mitjançant llegats. El sud de la província es trobava relativament pacificat, però les tribus de la zona de Gal·les, particularment els Silurs, estaven revoltats tot i la derrota del seu líder Caratac. En la regió dels Brigants, al nord d'Anglaterra, Venuci es va revoltar contra la seva antiga esposa i aliada dels romans, la reina Cartimandua, qui va rebre l'ajuda de les forces enviades per Gal sota comandament de Cesi Nasica.
Malgrat que Tàcit es mostra crític amb Gal per la seva actitud defensiva, probablement seguia les instruccions de l'emperador Claudi, que no considerava profitós continuar amb la conquesta més al nord. Així, Gal es va dedicar a construir carreteres i fortificacions per assegurar les fronteres, com la població d'Usk.
Va governar fins al 57, dos anys sota el regnat de Claudi i tres amb Neró, fins que aquest va nomenar governador a Quint Verani Nepot. Devia morir pocs anys després.